# САНАЭ IV (антарктическая станция)
«САНАЭ IV» (англ. South African National Antarctic Expedition IV, SANAE IV) — действующая круглогодично южноафриканская антарктическая исследовательская база, расположенная в Веслескарвете, Земля Королевы Мод. База является частью Южноафриканской национальной антарктической программы (SANAP) и управляется Южноафриканской национальной антарктической экспедицией.

## Расположение
Станция «САНАЭ IV», расположенная в регионе Земли Королевы Мод в Восточной или Большой Антарктиде, находится на вершине характерного плосковершинного нунатака Веслескарвет на краю горного хребта Альман. Основание находится примерно в 80 километрах от края континента (также известного как линия заземления или шарнирная зона) и в 160 километрах от края шельфового ледника. Веслескарвет полностью окружён ледниковым покровом.

## История

### Строительство и концепция
Первые три исследовательские станции «САНАЭ» располагались на шельфовом леднике Фимбул недалеко от побережья и подвергались постепенному захоронению снегом и последующему разрушению, что происходит со всеми станциями, построенными таким образом. С целью создания более постоянной станции строительство «САНАЭ IV» было завершено в 1997 году с использованием революционного на тот момент дизайна — конструкции, поднятой на сваях, что позволяет снегу продуваться снизу и, таким образом, ограничивать осаждение.
Построив базу около скал Веслескарвет, концепция была развита ещё больше: снег, который собирался по ветру от базы и в конечном итоге покрывал её, вместо этого сдувается с 250-метровых скал в ветровой ковш за её пределами. Благодаря этой особенности станция должна была намного превзойти короткий срок службы своих предшественников. Приподнятая конструкция с тех пор применялась на более новых станциях, таких как новая исследовательская станция «Халли» британской антарктической службы и новая немецкая станция «Ноймайер III».
Крыша станции окрашена в оранжевый цвет для лучшей видимости с воздуха. Нижняя часть станции раньше была окрашена в синий цвет, который в теории немного нагревался на солнце и способствовал уменьшению нарастания льда под станцией. В 1999 году министр окружающей среды и туризма ЮАР решил, что эта цветовая схема слишком напоминает старый флаг ЮАР, и приказал перекрасить оранжевую крышу в ярко-красный цвет. В конце концов крыша осталась оранжевой, а синяя нижняя часть также была перекрашена в оранжевый цвет.

### Инцидент с насилием в 2025 году
В марте 2025 года «САНАЭ IV» оказалась в центре скандала после сообщений о предполагаемом нападении на удалённой исследовательской станции. По данным правительства ЮАР, инцидент включал в себя физическое столкновение между членами команды после более ранних обвинений в неподобающем поведении.
Группа из девяти исследователей (шесть мужчин и три женщины — врач, два механика, три инженера, техник-метеоролог и два физика), которые должны провести антарктическую зиму на базе, оказалась в напряжённой ситуации. Один из членов группы отправил электронное письмо с просьбой о спасении, сообщив о «крайне тревожном поведении» и «атмосфере страха» на станции. Между руководителем исследовательской группы и одним из учёных произошла словесная перепалка, после чего последний напал на своего начальника. После этого он также угрожал убить одного из коллег и был обвинён в сексуальном насилии над другим исследователем.
Министр лесного хозяйства, рыболовства и окружающей среды ЮАР Дион Джордж сообщил, что намерен связаться и лично поговорить с командой учёных. Он также сообщил, что министерство уже провело переговоры с партнёрами в Норвегии и Германии — на случай, если потребуется немедленное внешнее вмешательство в ситуацию. Самыми близкими к «САНАЭ IV» станциями являются норвежская Тролль и немецкая Ноймайер III.
Позднее министерство лесного хозяйства, рыболовства и окружающей среды ЮАР подтвердило, что предполагаемое нападение произошло из-за спора по поводу запланированного задания. Министерство заявило, что весь персонал прошёл строгую психологическую и биографическую оценку перед отправкой. После инцидента департамент задействовал план немедленного реагирования для посредничества и восстановления отношений в команде. Он также начал расследование обвинений в сексуальных домогательствах, но пояснил, что ни одно сообщение о сексуальном насилии не подтвердилось. Сообщается, что предполагаемый преступник раскаялся, прошёл дополнительную психологическую экспертизу и принёс официальные извинения жертве. 
Из-за крайней изоляции станции — более 4000 км от материковой части Южной Африки — спасательные операции в таких случаях являются сложными. Однако источники в сообществе исследователей Антарктики предположили, что у Южной Африки есть доступ к ледоходным судам и самолётам, если эвакуация будет сочтена необходимой. Психологи, знакомые с антарктическими миссиями, отметили, что стресс от крайней изоляции, ограничения и отсутствия внешних стимулов может способствовать межличностным конфликтам. Несмотря на это, такие случаи остаются редкими в истории «САНАЭ IV» и других исследовательских станций в Антарктиде.

## Цели
Целью существования станции является предоставление постоянной круглогодичной базы для учёных, занимающихся исследовательскими проектами под эгидой Южноафриканской национальной антарктической программы. Исследования, проводимые круглый год, в основном касаются физических наук, в то время как летние месяцы позволяют проводить исследования в более разнообразных областях, таких как океанография, биология, геология и геоморфология. Недавние проекты также были сосредоточены на источниках возобновляемой энергии, таких как солнечная и особенно ветровая энергетика. В настоящее время не проводится никаких официальных медицинских исследований.
Текущие программы исследований в области физических наук включают в себя антарктическое наземное наблюдение магнитосферы и ионосферы, эксперимент по исследованию полярных сияний в Южном полушарии, супердвойную полярную радарную сеть, антарктические исследования космических лучей, исследования радиосвязи на очень низких частотах и различные проекты Международного полярного года.